# Desmond O'Malley
Desmond (Des) Joseph O'Malley (Iers: Deasún Ó Máille, Limerick, 2 februari 1939 – Dublin, 21 juli 2021) was een Iers politicus. Hij was meermaals minister.

## Jeugd en opleiding
O'Malley werd geboren in 1939 in Limerick. Zijn vader was politiek actief, onder meer als burgemeester van Limerick. O'Malley was leerling op het Crescent College, een middelbare school van de Jezuïeten. Na de middelbare school ging hij naar UCD in Dublin, waar hij in 1962 afstudeerde aan de juridische faculteit.

## Politieke loopbaan

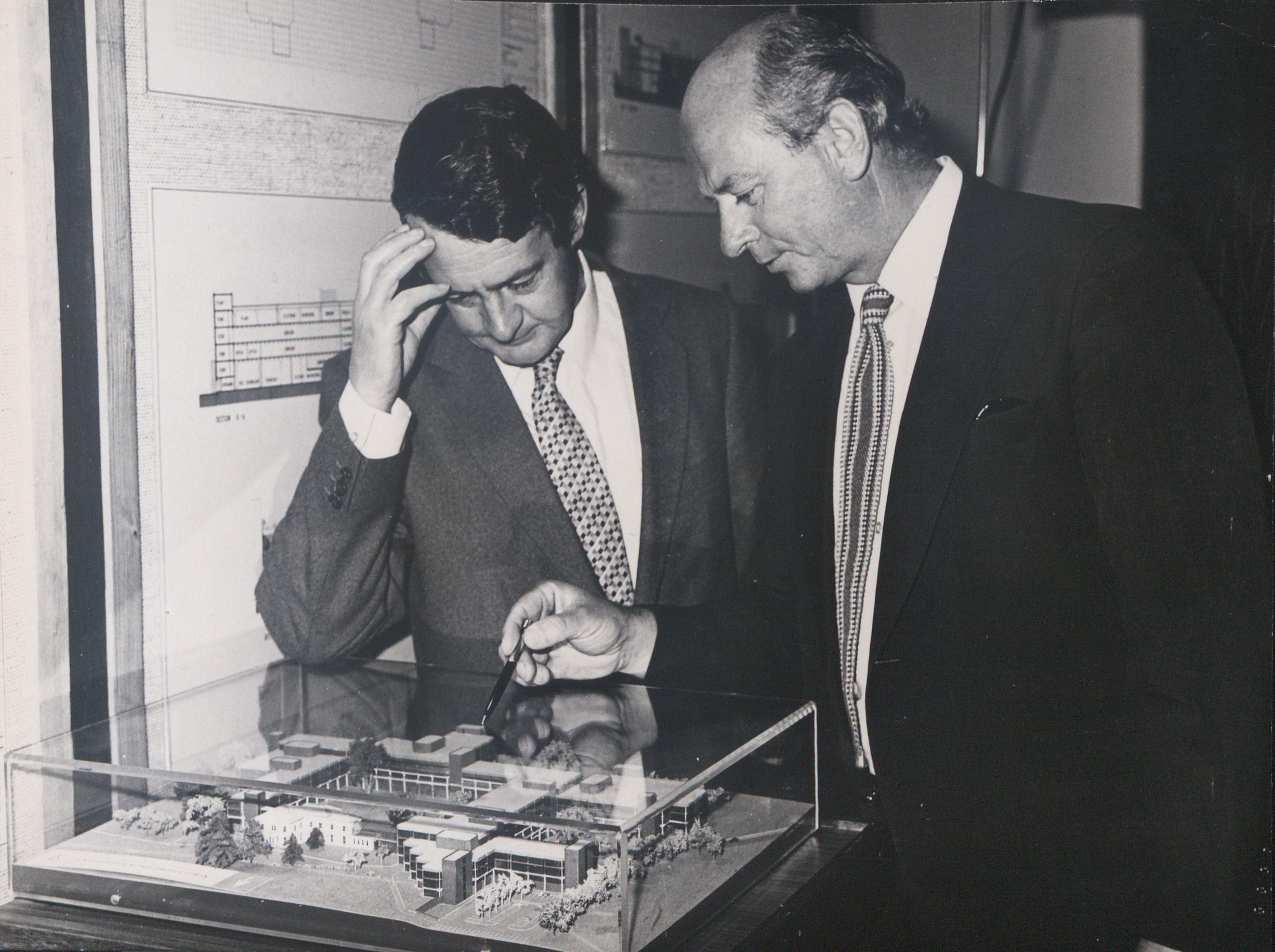
O'Malley (links) in 1981

O'Malley begon zijn politieke carrière in Fianna Fáil. Hij werd in 1968 voor het eerst tot TD (lagerhuislid) gekozen in een tussentijdse verkiezing als opvolger van zijn overleden oom Donogh O'Malley. De zetel voor het kiesdistrict Limerick East bezette hij tot 2002 onafgebroken. Binnen Fianna Fáil ontpopte hij zich tot voornaamste tegenstander van Charles Haughey die in 1979 partijleider en Taoiseach (premier) zou worden. 
O'Malley vervulde meerdere ministersposten, waarvan die van Justitie (1970-1973) de belangrijkste was. Hij was verantwoordelijk voor de herinvoering van een Special Criminal Court waarmee IRA-sympathisanten konden worden vervolgd. In 1982 stelde hij zich kandidaat tegen Haughey als partijleider, maar werd ruim verslagen. Hij werd in 1985 uit de partij gezet nadat hij zich voorstander had getoond van het toestaan (door de toenmalige Fine Gael-Labour-coalitie) van de verkoop van voorbehoedsmiddelen, omdat hij dit een individuele gewetenskwestie vond. In reactie op zijn verwijdering richtte O'Malley met een aantal medestanders, onder wie ook gedesillusioneerde leden van Fine Gael, een nieuwe partij op: de Progressive Democrats. Als leider van de PD vormde hij in 1989 een coalitie met zijn oude rivaal Haughey. In 1993 trad O'Malley terug als partijleider. 
Hij overleed in 2021 op 82-jarige leeftijd.